# Victoria Ka‘iulani

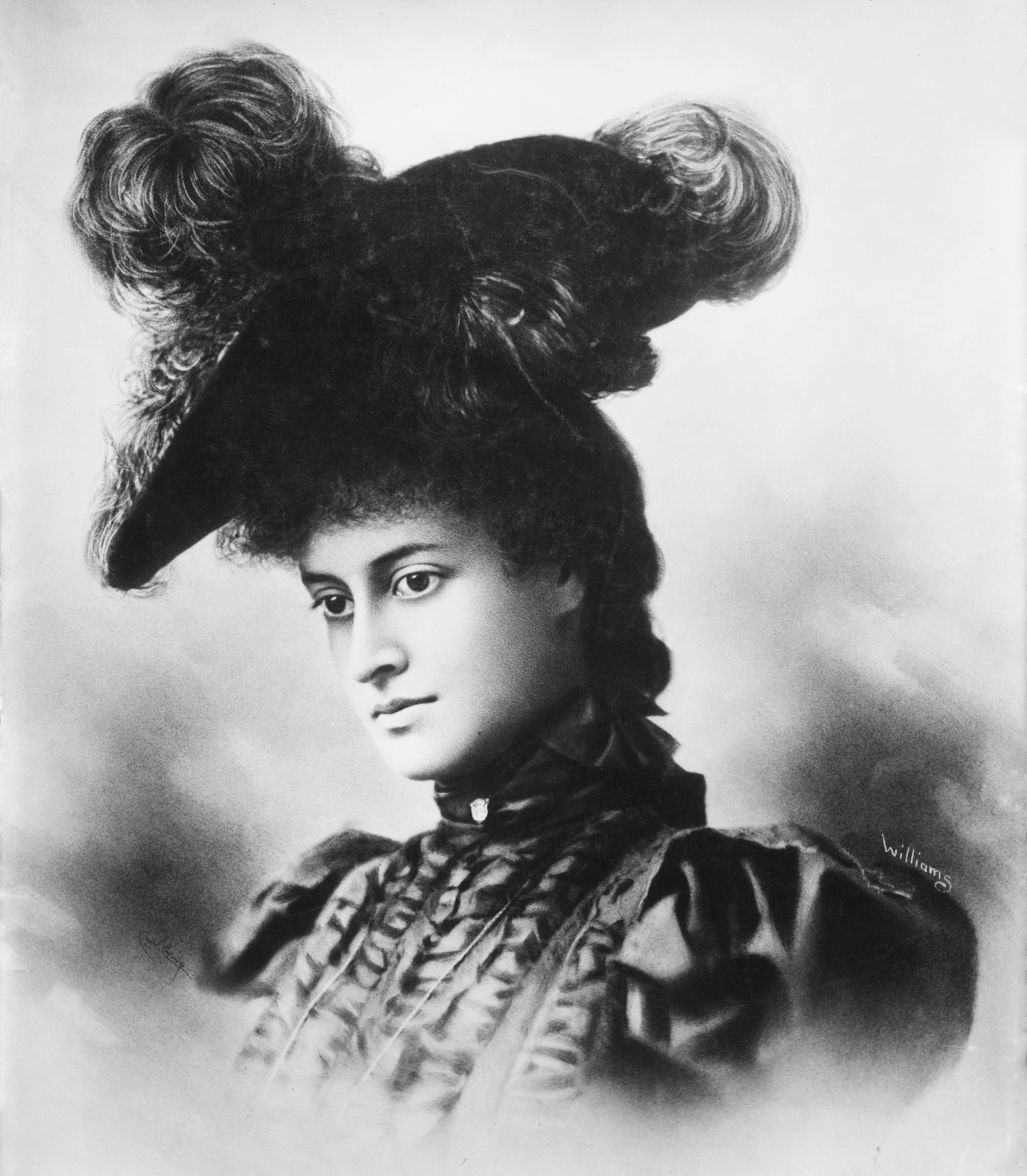
Ka'iulani

Victoria Ka‘iulani ( voluit: Victoria Kaʻiulani Kalaninuiahilapalapa Kawekiu i Lunalilo Cleghorn ) (Honolulu, 16 oktober 1875 - Waikiki, 6 maart 1899) was de laatste kroonpretendent van het koninkrijk Hawaï. Ze heeft nooit geregeerd.

## Biografie
Haar moeder was Prinses Miriam Likelike van Hawaï, zuster van koning David Kalãkaua en de toekomstige koningin Lydia Liliuokalani. Haar vader was Archibald Scott Cleghorn, een Schots financier en de laatste koninklijk gouverneur van Oahu.
Ze werd gedoopt op Kerstmis 1875 met prinses Ruth Keʻelikōlani als doopmeter en werd vernoemd naar:
- Anna Kaʻiulani, haar jonggestorven tante
- Koningin Victoria van het Verenigd Koninkrijk.

Koningin Victoria had immers geholpen om de soevereiniteit en onafhankelijkheid van het koninkrijk Hawaï te herstellen tijdens de regeerperiode van Kamehameha III.
Van haar doopmeter kreeg zij het domein Āinahau in Waikiki.
Toen ze 11 was stierf haar moeder.
In 1881 probeerde koning Kalākaua een huwelijk te regelen met prins Higashifushimi Yorihito van Japan, om zo een alliantie tussen Japan en Hawaï te verwezenlijken, maar dit werd door de Japanse prins afgewezen.
Ze werd door koningin Liliuokalani aangewezen als haar troonopvolger. Nadat in 1893 een staatsgreep plaatsvond startte zij een campagne om de monarchie te herstellen. Hiervoor sprak zij onder andere het Amerikaans Congres toe.
In 1894 stelde haar tante, koningin Liliuokalani, haar schriftelijk voor de keuze tussen drie mogelijke echtgenoten. Ze antwoordde dat ze slechts zou trouwen uit liefde, tenzij het voortbestaan van de onafhankelijkheid van het Koninkrijk Hawaï er zou van afhangen.
In 1898 werd haar verloving met Prins David Kawānanakoa aangekondigd. Door haar vroege dood zou het niet tot een huwelijk komen.
Verkouden na een zwempartij werd zij kort daarna verrast door een storm bij het paardrijden. Zij kreeg een longontsteking en stierf uiteindelijk aan de gevolgen van een reumatische ontsteking op 23-jarige leeftijd.